# Always On Display

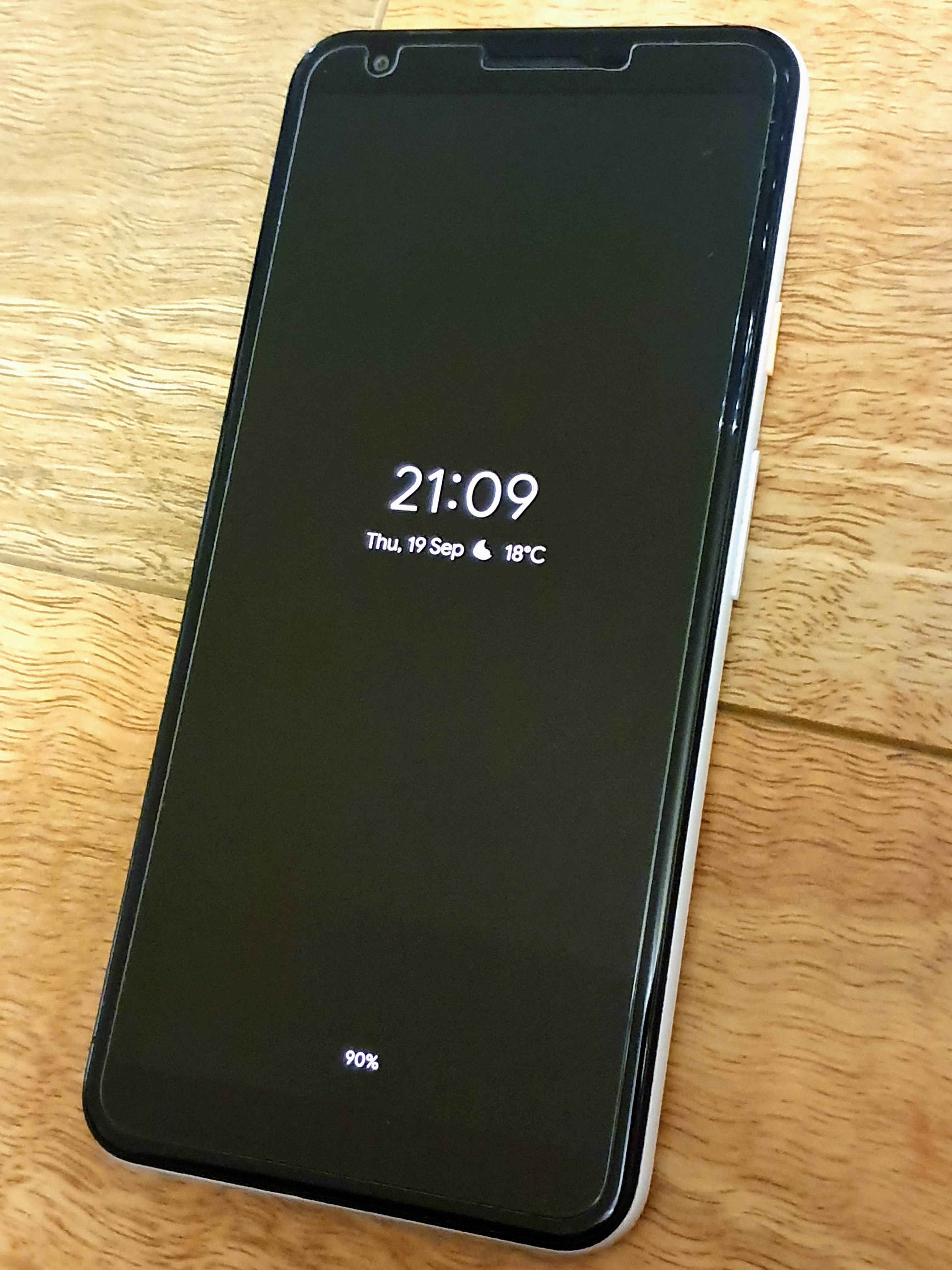
Google Pixel 3a XL, демонстрирующий Always-On Display

Always On Display — это функция смартфона, которая позволяет устройству отображать ограниченную информацию, пока телефон находится в спящем режиме.
Он широко доступен на телефонах Android и iPhone. На некоторых телефонах Android эта функция называется Ambient Display или Active Display, в зависимости от её реализации и поведения.

## Обзор
Телефон с включённым AOD поддерживает ограниченную часть экрана в спящем режиме. Вместо того, чтобы мигать, когда на телефон поступают уведомления, Always On Display показывает показывает время, дату и состояние батареи непрерывно. Всё вышеперечисленное AOD показывает  по умолчанию, но может быть настроен также для отображения различных типов уведомлений по мере их поступления или заставки. Главным достоинством данной функции является маленький расход энергии смартфона. В час на поддержание функции затрачивается около 1% заряда, более точная информация зависит от марки и конкретной модели аппарата.
По умолчанию функция AOD чаще всего отключена. Чтобы подключить её, необходимо обратиться к настройкам экрана блокировки. Также можно выбрать стиль отображения уведомлений и их тип.

## История
Впервые Always on Display был представлен в телефонах компании Nokia в 2009 году, и используется в современных кнопочных телефонах от HMD Global, под брендом Nokia. Позже был добавлен в систему Android. В устройствах компании Apple Always-On Display впервые получил поддержку в iPhone 14 Pro и 14 Pro Max, работающих под управлением iOS 16.

## Воздействие на батарею
В основном, Always-On Display используют на телефонах с AMOLED, OLED дисплеями, что экономит энергию, но некоторые производители используют и с IPS и другими дисплеями.

## Запланированное время включения/выключения
В некоторых телефонах функцию Always On Display/Ambient Display/Ative Display можно включать по расписанию, например, в ночное время или когда датчик приближения обнаруживает, что устройство находится в кармане. Для телефона может быть предусмотрена возможность оставить экран включённым только при наличии уведомлений, которые пользователь должен подтвердить или отклонить.